# چکماگوش
چکماگوش (انگلیسی: Chekmagush) یک شهر در شهرستان چکماگوشفسکی استان باشقیرستان کشور روسیه است.